# Duane Gish
Duane Tolbert Gish (17 de fevereiro de 1921 - 5 de março de 2013) foi um bioquímico americano e um dos membros mais proeminentes e francos do movimento criacionista (na vertente "Criacionismo Biblicista"). Gish foi ex-vice-presidente do Institute for Creation Research (ICR, Instituto de Pesquisa da Criação) e autor de numerosas publicações sobre o tema ciência da criação.